# Rokîtnîțea, Volodîmîr-Volînskîi
Rokîtnîțea (în ucraineană Рокитниця) este un sat în comuna Ludîn din raionul Volodîmîr-Volînskîi, regiunea Volînia, Ucraina.

## Demografie
Componența lingvistică a localității Rokîtnîțea
     Ucraineană (97,86%)
     Rusă (2,14%)
Conform recensământului din 2001, majoritatea populației localității Rokîtnîțea era vorbitoare de ucraineană (97,86%), existând în minoritate și vorbitori de rusă (2,14%).